# サンライズ (ペットフード)
サンライズは、大阪府大阪市淀川区西中島に本社を置く株式会社マルカンの事業部のペットフード（主にドッグフード）のブランドの一つ。

## 概要
1959年創業。株式会社サンライズとしてブランド展開をしていたが、2010年2月28日付で、同じペット事業を展開する株式会社マルカンと合併し、株式会社マルカン・サンライズ事業部となった。同社には、同じく合併された観賞魚用器具「ニッソー」がニッソー事業部として存在する。
2014年1月本社移転。東大阪市から新大阪駅周辺の大阪府大阪市淀川区西中島 7-1-26 オリエンタル新大阪ビル12Ｆに本社を移転。
ブランドメッセージは、「一頭でも多くのワン&ニャンを幸せに」。

## CM
サンライズブランドといえば、関西弁をしゃべるラブラドール・レトリーバーの『ゴン太』ブランドで知られている。当時、人気絶頂だったテレビ朝日系アニメ番組「クレヨンしんちゃん」のスポンサーを担当していた際にオンエアされていた、ゴン太を主役とした『ゴン太のほねっこ』のCMが爆発的な人気を博し、業績を大幅に伸ばすと共に、同時にメーカーの知名度も広範囲に浸透した。
その後、ゴン太は看板キャラクターとなった。ちなみに、ゴン太及びほねっこは、「クレヨンしんちゃん」の原作にも登場している。
2014年の本社移転を機にCM放映を休止したが、2017年1月の報道特集より「ゴン太のおきらくな1日」にサイドバーを施した「ほねっこ」のデジタル再編集版が放映され、3年ぶりにゴン太の登場するCMが復活した。
2023年10月　嗚呼！！みんなの動物園にてaim30(キャットフード)をCM放映

## 主な商品
- ゴン太のほねっこ
- ゴン太のササミジャーキー
- ゴン太のふっくらソフト
- ゴン太のデリシャスカット
- ゴン太のデンタフード ほか

## スポンサー番組

### 現在
- 嗚呼!!みんなの動物園（日本テレビ系）

### 過去
- クレヨンしんちゃん（テレビ朝日系）
- ビートたけしのTVタックル（テレビ朝日系）
- コボちゃん（読売テレビ制作・日本テレビ系列）
- 世界まる見え!テレビ特捜部（日本テレビ系）
- 逸見のその時何が!（毎日放送制作・TBS系列）
- SMAP×SMAP（関西テレビ・フジテレビ共同制作・フジテレビ系列、1996年4月番組開始時 - 1999年）
- すてきな出逢い いい朝8時（毎日放送制作・TBS系列）
- とっとこハム太郎（テレビ東京系）
  - 以上はサンライズ名義。
- スッキリ（日本テレビ系）
- 報道特集（TBS系）

ほか
その他1999年度のLPGAツアー「ハワイアンレディースオープン」の冠スポンサーを務めていた。

## ゴン太関連の本
- 「ゴン太占い～今日からおきらく～」（企画：ゴン太クラブ　発行：金の星社）
- 「ゴン太一家のおきらく生活」（企画：ゴン太クラブ　発行：金の星社）